# Cantó d'Arzano
El cantó d'Arzano (bretó Kanton an Arzhanaou) és una antiga divisió administrativa francesa situat al departament de Finisterre a la regió de Bretanya. Va desaparèixer el 2015.

## Composició
El cantó aplega 4 comunes :
| Nom bretó     | Nom francès    | Nom gal·ló |
| An Arzhanaou  | Arzano         | ---        |
| Gwelegouarc'h | Guilligomarc'h | ---        |
| Lokunole      | Locunolé       | ---        |
| Redene        | Rédené         | ---        |

## Història
| Data d'elecció                           | Identitat              | Partit | Qualitat |
| ---------------------------------------- | ---------------------- | ------ | -------- |
| 1998-2015                                | Marie-Isabelle Doussal | PS     |          |
| les dades anteriors no són pas conegudes |                        |        |          |
|                                          |                        |        |          |